# Lower Hutt
Lower Hutt, offizielle Bezeichnung: Hutt City, auf Maori Awa Kairangi, ist eine Stadt und zugleich eigenständige Territorial Authority (Gebietskörperschaft) in der Region Wellington im Süden der Nordinsel von Neuseeland.

## Namensherkunft
Die Stadt Lower Hutt, ursprünglich einfach Hutt genannt, erhielt ihren Namen in Erinnerung an Sir William Hutt, der Direktor der New Zealand Company war, aber nie in Neuseeland gewesen ist. 1839 benannte William Hayward Wakefield, Agent der New Zealand Company, den Fluss Heretaunga in Hutt River um. Nachdem Siedler auch im oberen Talbereich gesiedelt hatten, nannten sie das Gebiet „up the Hutt“, woraus dann später Upper Hutt wurde. Den Siedlungsbereich zum Hafen hin nannten sie schließlich Lower Hutt.

## Geographie

### Geographische Lage
Lower Hutt liegt am südlichen Ende der Nordinsel, rund 10 km nordöstlich von Wellington City. Die Stadt hat eine reine Landfläche von 376 km² und zählte mit dem Census im Jahr 2013 98.238 Einwohner. Damit ist Lower Hutt flächenmäßig die zweitgrößte der vier eigenständigen Städte in der Region Wellington und hat eine Bevölkerungsdichte von 261 Einwohnern pro km².
Die westliche Grenze der Stadt wird durch den Wellington Harbour und die Stadt Wellington City gebildet. Im Norden liegt die Stadt Upper Hutt und im Osten der South Wairarapa District. Die südliche Grenze bildet das Ufer zum Wellington Harbour und die Küstenlinie zur Cook Strait. Zum Stadtgebiet gehört auch die südliche Hälfte der Remutaka Range. Durch die Stadt verläuft der New Zealand State Highway 2, der von Norden kommend bis nach Wellington führt.

### Stadtteile
Lower Hutt gliedert sich in 32 Stadtteile, die hier von Nord nach Süd gelistet sind:
- Zum nördlichen Innenstadtbereich zählen Pomare, Stokes Valley, Taita, Wingate, Kelson, Naenae, Avalon, Belmont, Boulcott, Epuni, Fairfield und Harbourview.
- Zum südlichen Innenstadtbereich zählen Waterloo, Normandale, Alicetown, Maungaraki, Woburn, Waiwhetu, Ava, Korokoro, Gracefield, Moera und Petone.
- Zum östlichen Hafen zählen Wainuiomata, Seaview, Point Howard, Lowry Bay, Days Bay, Homedale, Rona Bay, Eastbourne und  Muritai.

## Geschichte
Das Gebiet an den Ufern zum Wellington Harbour wurde um 1250 von Māori besiedelt. Zwei Pā (Dörfer) der Ngāti Awa existierten, als die ersten britischen Siedler am 22. Januar 1840 kamen und das zuvor von der New Zealand Company den Māori abgekaufte Land besiedelten. Sie gründeten Petone, das heute ein Stadtteil von Lower Hutt ist und ursprünglich Britannia genannt wurde. 1855 erschütterte das Wairarapa-Erdbeben den südlichen Teil der Nordinsel und hob den Wellington Harbour um bis zu sechs Meter an.
1877 wurde das Hutt County gegründet, zu dem beide damaligen Siedlungen Upper Hutt und Lower Hutt gehörten. 1891 bekam Lower Hutt den Status einer Borough, und 30 Jahre später war die Einwohnerzahl schon auf 5000 angewachsen. 1941 erfolgte die Ernennung zur City, und 1989 wurden im Zuge der Verwaltungsreform Lower Hutt, Petone, Wainuiomata und Eastbourne zusammengelegt und Lower Hutt gegründet.

## Bevölkerung

### Bevölkerungsentwicklung
Von den 98.238 Einwohnern der Stadt waren 2013 15.879 Māori-stämmig (16,2 Prozent). Damit lebten 2,7 Prozent der Māori-Bevölkerung des Landes in der Stadt. Das durchschnittliche Einkommen in der Bevölkerung lag 2013 bei 31.500 NZ$, gegenüber 28.500 NZ$ im Landesdurchschnitt.

### Herkunft und Sprachen
Die Frage nach der Zugehörigkeit zu einer ethnischen Gruppe beantworteten in der Volkszählung 2013 71,0 Prozent mit Europäer, 17,1 Prozent gaben an, Māori-Wurzeln zu haben, 11,0 Prozent kamen von den Inseln des pazifischen Raums, und 11,7 Prozent stammten aus Asien (Mehrfachnennungen waren möglich). 23,7 Prozent gaben an, in Übersee geboren zu sein. 3,7 Prozent sprachen Māori, unter den Māori 22,6 Prozent. Die in der Stadt am zweithäufigsten gesprochene Sprache ist, abweichend von allen anderen Städten und Distrikten des Landes mit Ausnahme von Porirua City, die samoanische Sprache mit 4,8 Prozent.

## Politik

### Verwaltung
Lower Hutt ist in sechs Wards eingeteilt, den Northern Ward, den Western Ward, den Central Ward, den Eastern Ward, den Wainuiomata Ward und den Harbour Ward mit je zwei Councillors (Ratsmitglieder). Zusammen mit dem Mayor (Bürgermeister) bilden sie den City Council (Stadtrat), der Hutt City Council genannt wird. Der Bürgermeister und die zwölf Ratsmitglieder werden alle drei Jahre neu gewählt. Aktueller Bürgermeister ist seit 2019 Campbell Barry.

### Städtepartnerschaften
- Taizhou, Provinz Jiangsu (China)
- Xi’an (China)
- Minō, Präfektur Osaka (Japan)
- Tempe, Arizona, USA

## Söhne und Töchter der Stadt
- Flora Scales (1887–1985), Malerin
- Ron Jarden (1929–1977), Rugby-Union-Spieler
- Peter Hogg (1939–2020), kanadischer Rechtswissenschaftler
- Stuart France O’Connell (1935–2019), römisch-katholischer Bischof von Rarotonga
- Ross Collinge (* 1944), Ruderer
- Euan Robertson (1948–1995), Hindernisläufer
- Beaver Morrison (1950–2010), Rock- und Jazzsängerin
- Bevan Smith (* 1950), Sprinter
- Jenny Bornholdt (* 1960), Dichterin
- Christine Jeffs (* 1963), Filmregisseurin und Drehbuchautorin
- Jonathan Wyatt (* 1972), Langstrecken- und Bergläufer
- Caroline Powell (* 1973), Vielseitigkeitsreiterin
- Nicole Gordon (* 1976), Badmintonspielerin
- Tamati Coffey (* 1979), Fernsehmoderator und Politiker
- Ross Filipo (* 1979), Rugby-Union-Spieler
- Neemia Tialata (* 1982), Rugby-Union-Spieler
- Christopher Bishop (* 1983), Politiker
- Cory Jane (* 1983), Rugby-Union-Spieler
- Piri Weepu (* 1983), Rugby-Union-Spieler
- Nick Willis (* 1983), Mittelstreckenläufer
- Ross Taylor (* 1984), Cricketspieler
- Peter Taylor (* 1984), Leichtgewichts-Ruderer
- Teresa Bergman (* 1986), Sängerin
- James Trevena-Brown (* 1986), Schauspieler, Synchronsprecher, Eishockeyspieler und Inline-Skaterhockeyspieler
- Justin Gulley (* 1993), Fußballspieler
- Sarah Tetzlaff (* 2000), Sportkletterin
- George Stoupe (* 2001), Tennisspieler
- Josephine Reeves (* 2001), Hochspringerin
- Julian Dennison (* 2002), Schauspieler